# Olle Jönsson
Bengt-Olle Jonny Jönsson, född 1 december 1955 i Kristianstads församling, Kristianstads län, är en svensk sångare. Han är sångare i det svenska dansbandet Lasse Stefanz, som 1989 och 2012 fick en Grammis för "Årets dansband". Tidigare var han även trumslagare, men fick sluta efter en handledsoperation och i januari 2007 blev istället Gunnar Nilsson orkesterns batterist.

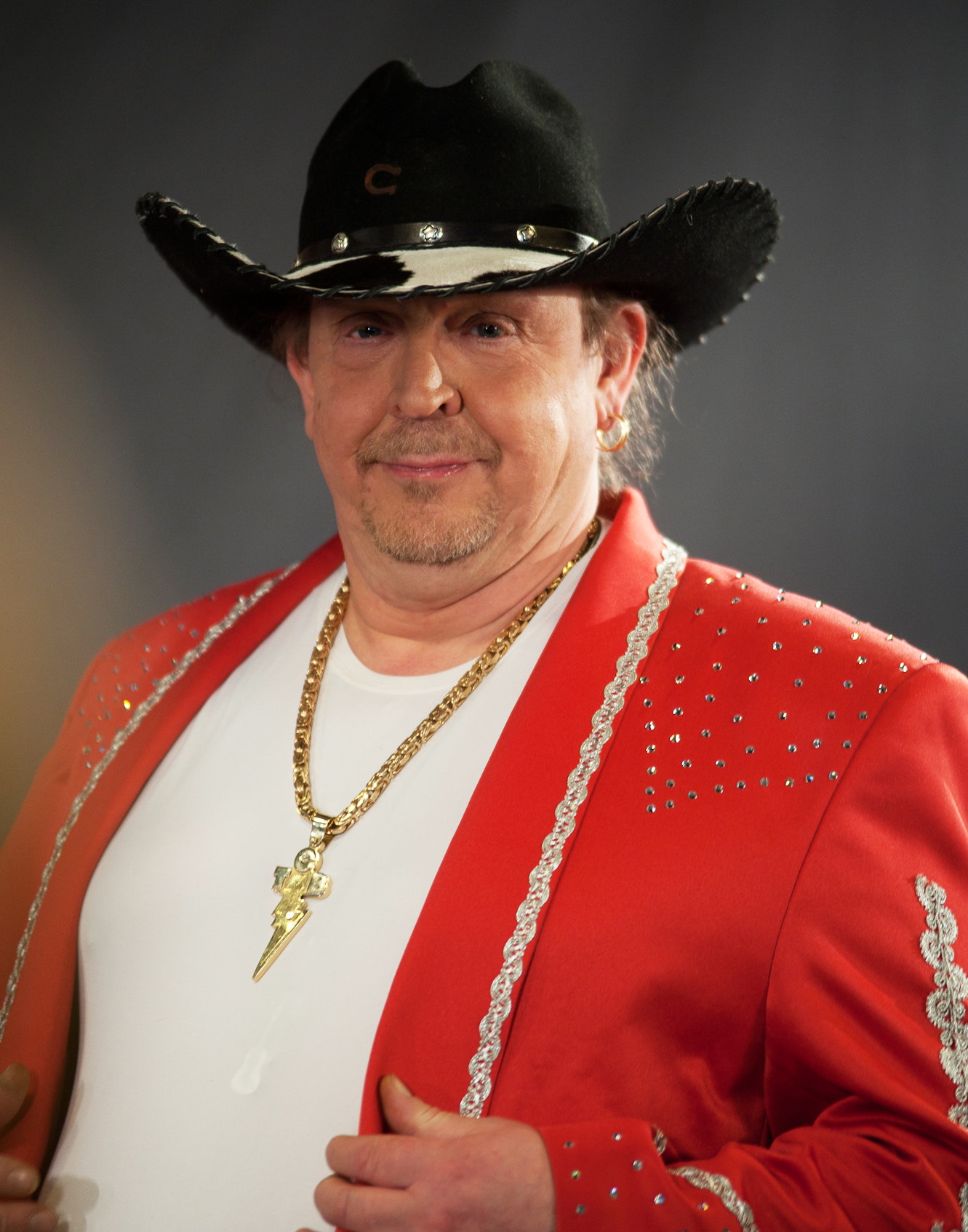
Olle Jönsson 2010.

## Sångduetter
Olle Jönsson har gjort flera sångduetter, bland andra
- "Världens lyckligaste par" – 1987 (med Lotta Engberg) [2]
- "De sista ljuva åren" – 1988 (med Christina Lindberg) [3]
- "Jackson" – 1996 (med Monia Sjöström)
- "En runda i baren" – 2008 (med Plura Jonsson och Flemming "Bamse" Jørgensen) [4]
- "It Takes Two" – 2010 (med Erica Sjöström) [5]
- "Fredagskväll" – 2010 (med Anne Nørdsti) [6]
- "Shake a Hand" – 2010 (med Jerry Williams) [6]
- "Brev från kolonien" – 2014 (med Jack Vreeswijk)
- "Leva tills jag dör" – 2015 (med Mikael Wiehe)